# 조국과 청춘 3집
조국과 청춘 3집은 조국과 청춘의 세 번째 앨범이다.

## 수록곡
수록곡은 다음과 같다.
- <4학년>
- <겨울의 노래>
- <나의 소망>
- <내일을 위한 이별>
- <두 번째 만남>
- <맞잡은 손 파도 되어>
- <먼길 오신님>
- <새세대 청춘송가>
- <쉰한국>
- <우정의 밤>
- <조국을 노래하라>
- <통일로 타고>
- <통일 선언문>
- <한총련 진군가>

## 참조
1. ↑  네이버 뮤직. “조국과 청춘 3집”. 2013년 7월 21일에 확인함.